# Befehlsnotstand
Befehlsnotstand ist ein Begriff aus der Strafrechtsdogmatik.
Allgemeine deutsche gesetzliche Regelungen finden sich in § 34 StGB (rechtfertigender Notstand) und § 35 StGB (entschuldigender Notstand). Beide Regelungen setzen voraus, dass einem Befehlsempfänger für den Fall, dass er einen (verbrecherischen) Befehl nicht ausführt, eine gegenwärtige Gefahr für Leib oder Leben droht. Bei Ausführung des Befehls bleibt der Befehlsempfänger dann aufgrund dieser Zwangslage straffrei.

## Deutschland

### Kriegsverbrechen im Zweiten Weltkrieg
Der Befehlsnotstand spielte insbesondere in NS-Prozessen wegen Kriegsverbrechen in der Zeit des Nationalsozialismus eine große Rolle, da sich viele Angeklagte darauf beriefen, um ihre individuelle Schuld zu bestreiten.
Das von dem Internationalen Militärgerichtshof angewendete IMT-Statut erkennt in Art. 8 die Tatsache, dass ein Angeklagter auf Befehl seiner Regierung oder eines Vorgesetzten gehandelt hat, nicht als Strafausschließungsgrund an. Das Handeln auf Befehl konnte nur als Strafmilderungsgrund berücksichtigt werden, wenn dies nach Ansicht des Gerichtshofes gerechtfertigt erschien. Ein Befehlsnotstand dagegen konnte berücksichtigt werden, falls die angedrohte Konsequenz der Befehlsverweigerung verhältnismäßig drastisch zum Schaden der Ausführung des angeordneten Verbrechens war.
Der Bundesgerichtshof legte seiner Rechtsprechung die allgemeinen Regelungen in §§ 34, 35 StGB (bis 1974 § 52 StGB a.F.) zugrunde, da es spezielle Regelungen im Militärstrafrecht nicht gab.
Ein Befehlsnotstand konnte danach nur gegeben sein, wenn die Handlung dem Befehlsempfänger „durch die Drohung mit gegenwärtiger Gefahr für Leib und Leben abgenötigt, also sein Wille durch diese Drohung gebeugt wird“ bzw. „wenn die Tat ,zur Rettung‘ begangen worden ist, das heißt, wenn die Vorstellung der Gefahr den Täter zu seinem rechtswidrigen Handeln bewogen hat“.
Weder die Gefahr einer Degradierung noch der Abstellung zu einer Bewährungseinheit begründeten die erforderliche Gefahr für Leib oder Leben. Unter gegenwärtiger Gefahr sei „ein Zustand zu verstehen, der nach menschlicher Erfahrung bei natürlicher Weiterentwicklung der gegebenen Sachlage den Eintritt einer Schädigung sicher oder doch höchst wahrscheinlich macht, wenn nicht alsbald eine Abwehrmaßnahme ergriffen
wird". Die Annahme eines „Befehlsnotstandes“ bedarf daher konkreter Feststellungen darüber, in welcher Weise „nach menschlicher Erfahrung bei natürlicher Weiterentwicklung der gegebenen Sachlage“ eine Schädigung an Leib oder Leben „sicher oder doch höchst wahrscheinlich“ eingetreten wäre. Die bloße Möglichkeit einer Schädigung an Leib oder Leben entspreche nicht dem Begriff der Gefahr und reiche für die Annahme eines Befehlsnotstands nicht aus. Der Befehlsempfänger müsse sich außerdem „nach dem Maße aller seiner Kräfte bemüht“ haben, der Gefahr auf andere Weise als durch Ausführung des Befehls zu entgehen.
§ 47 des zur Tatzeit geltenden Militärstrafgesetzbuches für das Deutsche Reich besagte:
„(1) Wird durch die Ausführung eines Befehls in Dienstsachen ein Strafgesetz verletzt, so ist dafür der befehlende Vorgesetzte allein verantwortlich. Es trifft jedoch den gehorchenden Untergebenen die Strafe des Teilnehmers:
1. wenn er den ihm erteilten Befehl überschritten hat, oder
2. wenn ihm bekannt gewesen ist, daß der Befehl des Vorgesetzten eine Handlung betraf, welche ein bürgerliches oder militärisches Verbrechen bezweckte. 
(2) Ist die Schuld des Untergebenen gering, so kann von seiner Bestrafung abgesehen werden."
In der historischen Forschung ist kein Fall dokumentiert, wonach ein Untergebener wegen der Nichtausführung eines offensichtlich verbrecherischen Befehls entgegen § 47 Abs. 1 Nr. 2 Militärstrafgesetzbuch verurteilt worden wäre. Eine Gefahr für Leib und Leben von Seiten der SS- und Polizeigerichte drohte also nicht, wenn etwa ein Angehöriger der Einsatzgruppen der Sicherheitspolizei und des SD den Gehorsam verweigert hätte.
Gegen die Annahme eines Befehlsnotstands spricht, wenn der Befehlsempfänger einen (verbrecherischen) Befehl mit Bereitwilligkeit, Hingabe, Zielstrebigkeit, ohne Hemmung oder „ohne eigene Überlegung in großer Eile“ ausführte, mehr noch, wenn er ohne jeden Zwang wesentlich mehr tat, als von ihm erwartet wurde, insbesondere wenn er dabei Brutalität an den Tag legte, wenn er die Opfer misshandelte oder wenn er über die befohlenen Handlungen hinaus Exzesse beging, aber auch wenn er (als Vorgesetzter) eigenhändig an den Tötungen mitwirkte oder wenn er sich später seiner Mitwirkung rühmte. Mit einer derart aktiven Rolle während des Holocaust verwehrte etwa das Jerusalemer Bezirksgericht Adolf Eichmann die Berufung auf einen strafmildernden Befehlsnotstand.

### DDR-Mauerschützen
Auch im Prozess um die DDR-Mauerschützen wurde durch die Angeklagten gegen den Vorwurf der Tötung (§§ 112, 113 StGB-DDR) republikflüchtiger Bürger ein Befehlsnotstand geltend gemacht. Die Verletzung und Tötung von Republikflüchtigen durch Soldaten der Grenztruppen sei durch den Schießbefehl angeordnet worden. Der Schießbefehl selbst sei durch §§ 26, 27 GrenzG-DDR (Einsatz der Schusswaffe zur Verhinderung drohender Verbrechen) gerechtfertigt gewesen.
Durch den Bundesgerichtshof und das Bundesverfassungsgericht wurde in diesen Fällen ein strafbefreiender Befehlsnotstand mit unterschiedlichen Gründen verneint. Insbesondere der Bundesgerichtshof hielt die vermeintlichen Rechtfertigungsgründe des Grenzgesetzes nach der Radbruch’schen Formel für unbeachtlich.

### Kritik
Das Bundesverfassungsgericht bejahte die Verurteilung der Mauerschützen ebenso wie die Urteile gegen NS-Kriegsverbrecher unter Rückgriff auf die Radbruch’sche Formel und die allgemeinen Menschenrechte und Grundfreiheiten. Eine rückwirkende rechtsstaatliche Auslegung insbesondere des § 27 GrenzG-DDR und dessen Nichtberücksichtigung als schweres System-Unrecht sei zulässig. Ähnlich wie in den NS-Fällen schied damit die Berufung auf einen vermeintlichen Rechtfertigungsgrund oder Befehlsnotstand aus. Es wurde teilweise als Siegerjustiz und unangemessen kritisiert, die Tötung eines unbewaffneten Flüchtlings durch Dauerfeuer an der innerdeutschen Grenze mit den NS-Verbrechen im Zweiten Weltkrieg als ebenso offensichtliche und unerträgliche Verstöße gegen elementare Gebote der Gerechtigkeit gleichzusetzen.
Der Europäische Gerichtshof für Menschenrechte hielt unter Berücksichtigung der herausragenden Bedeutung, die dem Recht auf Leben in allen internationalen Dokumenten zum Schutz der Menschenrechte zukommt einschließlich der EMRK selbst, in der das Recht auf Leben in Art. 2 garantiert ist, die strikte Auslegung der DDR-Rechtsnormen durch die bundesdeutschen Gerichte und damit die Verurteilung von Mitgliedern des Politbüros des ZK der SED und des NVR sowie von DDR-Grenzsoldaten für mit dem Rückwirkungsverbot aus Art. 7 Abs. 1 der EMRK vereinbar.

### Soldaten der Bundeswehr
Nach § 5 WStrG kann bei Handeln auf Befehl bei Soldaten der Bundeswehr die Strafe gemildert oder bei Vergehen von Strafe abgesehen werden, wenn der Untergebene die Widerrechtlichkeit des Befehls erkennt oder diese offensichtlich ist, aber seine Schuld mit Rücksicht auf die besondere Lage, in der er sich bei Ausführung des Befehls befand, gering ist. Kennt er die Widerrechtlichkeit nicht und ist diese nicht offensichtlich, wird er nicht bestraft.
Die durch § 11 Abs. 1 S. 1 und 2 SG begründete zentrale Verpflichtung jedes Bundeswehrsoldaten, erteilte Befehle "gewissenhaft" auszuführen, fordert keinen bedingungslosen, sondern einen mitdenkenden und insbesondere die Folgen der Befehlsausführung – gerade im Hinblick auf die Schranken des geltenden Rechts und die ethischen "Grenzmarken" des eigenen Gewissens – bedenkenden Gehorsam. Den Befehl zu einem in der ursprünglichen Fassung des Luftsicherheitsgesetzes vorgesehenen gezielten Abschuss von entführten Passagierflugzeugen hielten Teile der Bundeswehr für rechtswidrig und empfahlen deshalb, gegebenenfalls gem. § 11 SG den Gehorsam zu verweigern.

## Österreich
Das von den Volksgerichten bis 1957 angewendete Kriegsverbrechergesetz (KVG) entschuldigte während des Zweiten Weltkriegs auf Befehl begangene Kriegsverbrechen nicht (§ 1 Abs. 3 KVG). Das Vorliegen eines Befehlsnotstands wurde durch den Obersten Gerichtshof nur unter ähnlich engen Voraussetzungen bejaht wie durch den deutschen Bundesgerichtshof, nämlich "wenn für den Täter eine gegenwärtige, dringende, in anderer Weise als durch die Begehung der Straftat nicht zu vermeidende Leibes- oder Lebensgefahr" bestand.
Im Bundesheer dürfen Befehle, die die Menschenwürde verletzen oder deren Befolgung gegen strafgesetzliche Vorschriften verstoßen würde, nicht erteilt werden und sind nicht zu befolgen (§§ 6, 7 ADV). Damit kann der für den Befehlsnotstand typische unwiderstehliche Zwang zur Ausführung eines widerrechtlichen Befehls nicht eintreten.

## Argentinien
Die Strafverfolgung von Angehörigen der Militärjunta wegen der während der Militärdiktatur in Argentinien zwischen 1976 und 1983 begangenen Verbrechen gegen die Menschlichkeit wollte Präsident Raúl Alfonsín mit dem "Befehlsnotstandsgesetz" (Ley de Obediencia Debida) von 1987  weitgehend einschränken. Erst nachdem das Parlament das Gesetz annulliert und das Oberste Gericht im Juni 2005 dessen Verfassungswidrigkeit bestätigt hatte, wurden die Strafverfahren wieder ausgeweitet.

## Humanitäres Völkerrecht
Die Anwendung des Befehlsnotstandes tritt in der Rechtsprechung immer weiter in den Hintergrund. In Fällen offensichtlicher Verstöße gegen die Europäische Menschenrechtskonvention kann sich ein Befehlsempfänger in Europa nicht mehr auf Straffreiheit berufen. Ein möglicher Gewissenskonflikt der Handelnden wurde bisher im Strafmaß berücksichtigt, in den Mauerschützenprozessen wurden die Angeklagten meist – anders als noch in den 1960er Jahren – zu Bewährungsstrafen verurteilt.
Nach Art. 2 Abs. 3 der UN-Antifolterkonvention darf eine von einem Vorgesetzten oder einem Träger öffentlicher Gewalt erteilte
Weisung zur Anwendung von Folter keinen Befehlsnotstand begründen.
1998 wurde bei der Aushandlung des Römischen Statuts des Internationalen Strafgerichtshofs die bedingte strafrechtliche Verantwortlichkeit mit der absoluten Verantwortlichkeit in einem Formelkompromiss in Artikel 33 kombiniert (vgl. auch Artikel 31 Absatz 1 d, der Gefahr für den Täter nur dann als entschuldigend betrachtet, wenn er nicht größeren Schaden zuzufügen beabsichtigt, als den, der er abzuwenden trachtet).